# 2009年澳門立法會選舉
2009年澳門立法會選舉即澳門第四屆立法會選舉（葡萄牙語：Eleições para a 4.ª Assembleia Legislativa de Macau），投票日定於2009年9月20日。屆時以直接選舉方式新一屆議會中的12位議員，以社團間選選出10名議員。其餘七名由行政長官在收到選舉總結算十五天內委任。

## 選舉制度

### 選舉法例
經第11/2008號法律修改的第3/2001號法律 （《澳門特別行政區立法會選舉法》）是規定本次選舉的法律。本次選舉，十八至二十歲的人士首次享有被選資格，並增加了賄選的刑罰以及誣告的處罰。但在宣傳方面把原來要求選舉管理委員會「應在競選活動開始時將有關候選名單的政綱概要發送予所有選民」改成「政綱概要以適當方式公開。」
另外，《選民登記法》亦規定了自然人選民和法人選民的資格和登記程序。根據2008年通過的修訂，被視為賄選工具的選民證被廢除。另外為了讓選舉當日足十八歲的人士能參與選舉，增加了凡年滿十七週歲且合資格的永久性居民，可辦理提前選民登記，並於年滿十八週歲之日自動成為確定選民登記的規定，但新修訂版本第十九條第六款規定：「每年行政暨公職局自一月一日起收到的登記或更新資料申請，僅於翌年展示的選民登記冊載錄或註明」，而根據第二十一條第三款規定：「任何選舉，均應使用選舉日期公佈日前最後一個已完成展示的選民登記冊」，亦即把有意參加下屆選舉人士的選民登記截止日期由選舉日前一百二十日，前提前至選舉前一年的十二月三十一日。
法人要取得選民的資格的最低存在期限由三年增加至七年。當地主要政圈新澳門學社在2008年3月31日向行政長官遞信，指「三個選舉法」 （即行政長官和立法會選舉法和《選民登記法》）只有技術性修改，在政制發展方面原地踏步 （雖然根據《基本法》附件二，立法會的產生辦法自2009起年可以按附件規定程式修改）。特別是增加社團取得選舉資格的年期條件，「客觀上只是鞏固舊社團的利益，讓舊社團維持既得利益的小圈子，繼續操控行政長官選舉和立法會十個間選議席」。

### 選民資格

#### 直接選舉
年滿18週歲且為澳門特別行政區永久性居民的自然人，已作選民登記並被登錄於選舉日期公佈日前最後一個已完成展示的選民登記冊內，可在立法會選舉中選出12名議員（直選議員）。

#### 間接選舉
已在身份證明局登記、獲確認所屬於相關界別至少滿四年且取得法律人格至少滿七年的法人，如已作選民登記並被登錄於選舉日期公佈日前最後一個已完成展示的選民登記冊內，可在立法會選舉中選出10名議員（間選議員）。

### 提名
參與直選的各個組別須有最少4名、最多12名候選人，且選民簽名支持最少要300名至最多500名。而參與間接選舉須有該界別最少四分之一社團提名。

### 選舉方式
不論是直選或間選，都採用「改良漢狄法」（比例代表制一種），即一組別取得票數除一予第一候選人，除二予第二候選人，除四（而不是一般漢狄法的除三）予第三候選人，以幾何級數除之分配予同組各候選人。此法首次應用在1992年選舉中。選舉以澳門特區為單一選區。
在最後一個議席進行配給時，如果遇上商數相同的情況，該議席配給予尚未取得議席的有關名單；如果各張名單均已取得議席，該議席配給予得票較多的有關名單；又如果各有關名單的得票數也相同，則以抽籤方式決定。

### 選舉宣傳

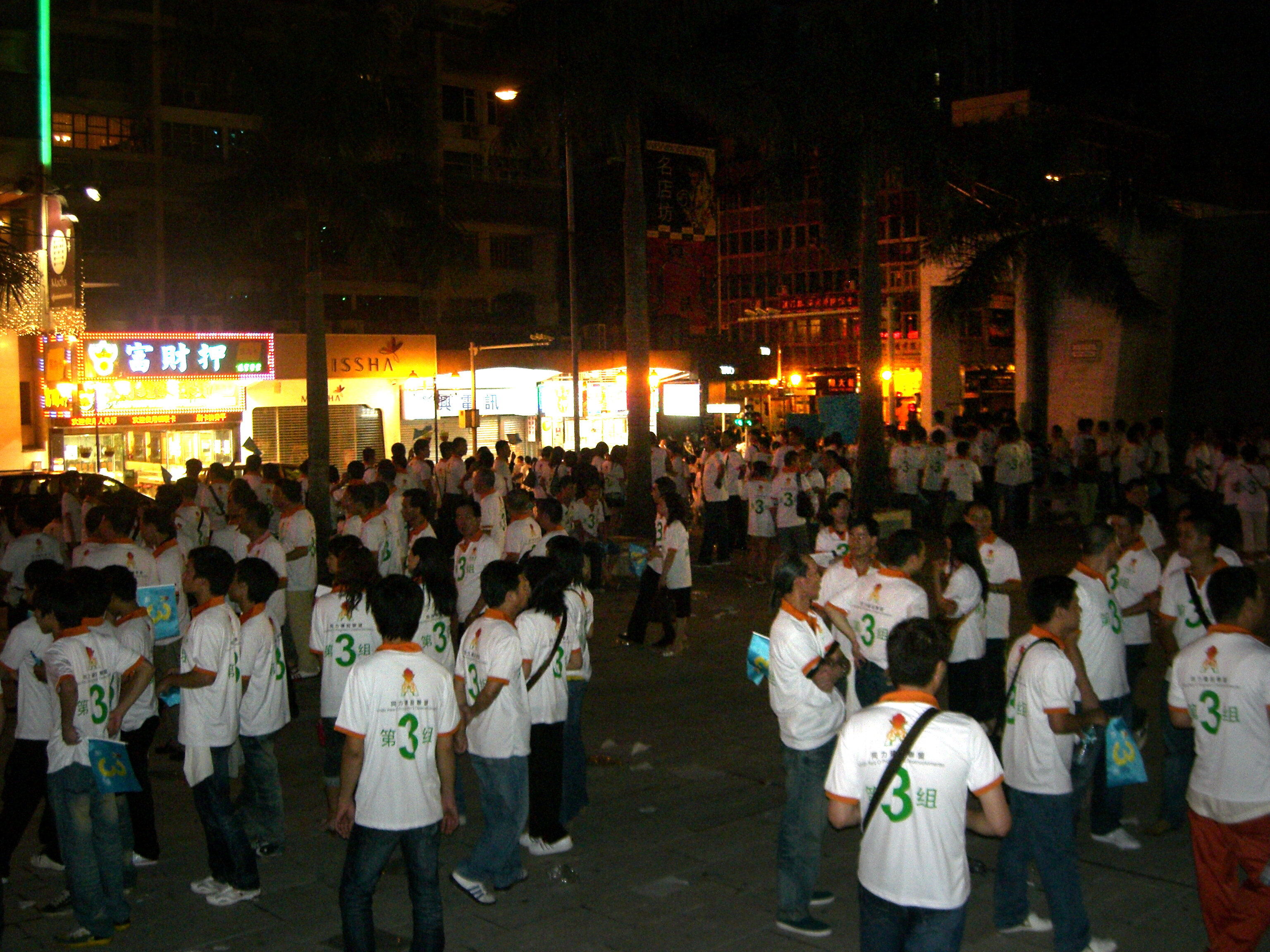
部份組別步行到友誼廣場進行宣傳

競選活動期由9月5日起至9月18日止，9月19日為冷靜期。競選活動期間不得發表民意調查。

## 立法會選舉管理委員會
為更好地統籌和組織是次選舉，根據《立法會選舉法》規定，設立「立法會選舉管理委員會」，依法履行各種職責及權限。管委會下設秘書處，以協助其運作。
是屆管委會主席為馮文莊；委員分別是譚偉文、朱偉幹、劉玉葉、何慧卿。

## 直接選舉組別

### 參選情況
有十七個直選組別向行政暨公職局提交提名，但其中「民生民主聯合力量」因提名人數不足而不獲確認；十六個獲確認資格參與直選組別，按交表時間順序為：群力促進會、澳門民聯協進會、新希望、民主新澳門、民主昌澳門、社會民主陣線、同心協進會、民主起動、公民監察、澳門發展新連盟、澳粵同盟、社會公義、同力建設聯盟、齊聲建澳門、親民愛群協會以及改革創新聯盟。是次選舉合共16個參選組別共123名候選人，在組別數目和候選人數目都比上屆選舉略為下降。
在連任人士中，上屆新澳門學社因選舉制度所限，未能取得三席。今屆將分拆名單，由兩名現任議員將分別領導。學社要求支持者自行平均配票，希望可取四席，並要求未能配票者按身份證字號單雙數投票。一度傳聞會分組的民聯以不變應萬變，繼續由陳明金和吳在權牽頭。同心第一候選人仍為關翠杏，第二候選人換上上屆間選議員李從正。群力派出全新隊伍應戰。梁安琪、高天賜尋求連任；馮志強轉為間選，2005年時的選舉搭擋麥瑞權以「澳粵同盟」繼續參加直選。周錦輝不再參選，由其妻陳美儀領導「改革創新聯盟」出戰。
7月29日，各組進行了選票上排序的抽籤，結果為：

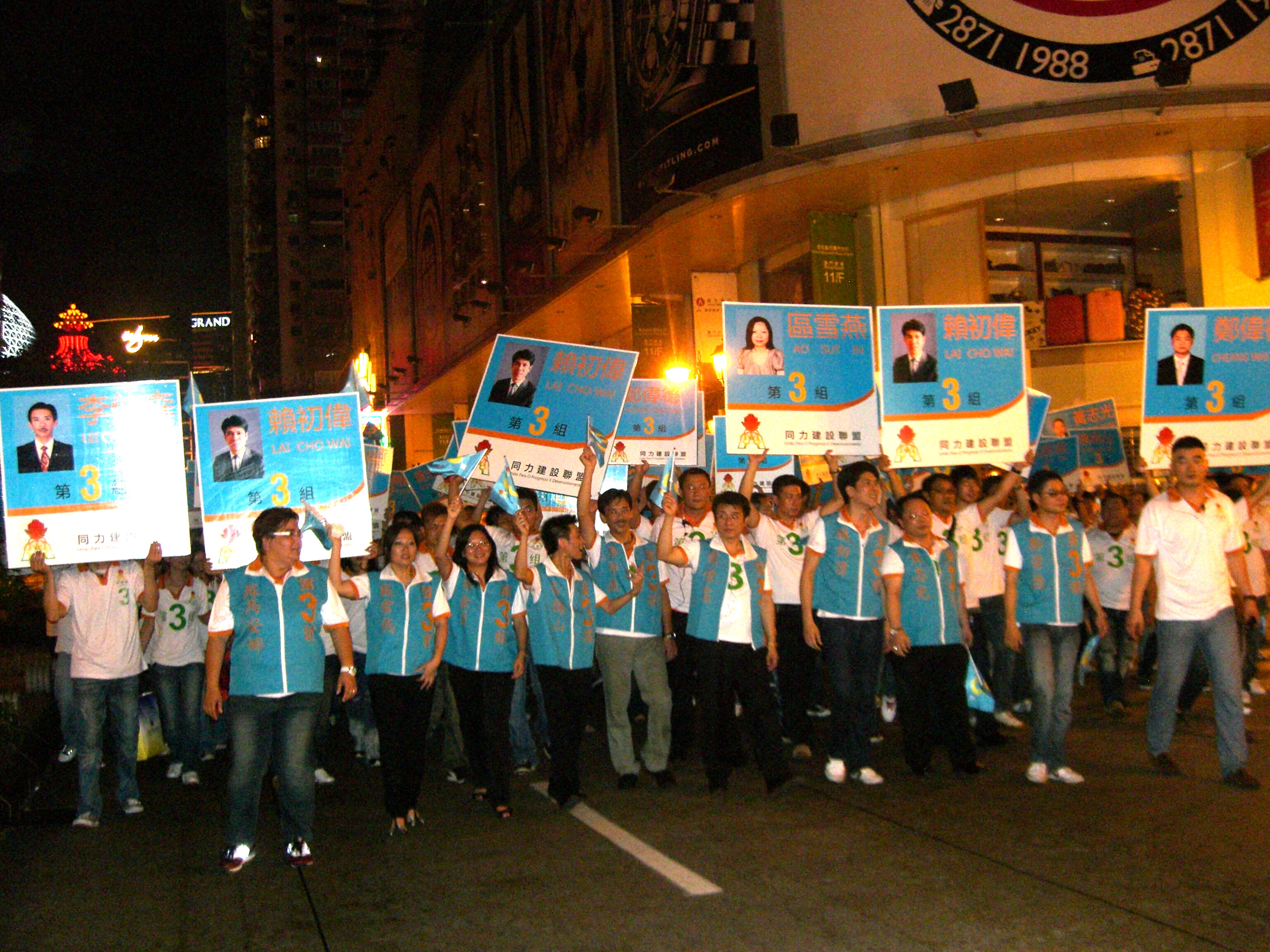
第3組同力建設聯盟在殷皇子大馬路出遊

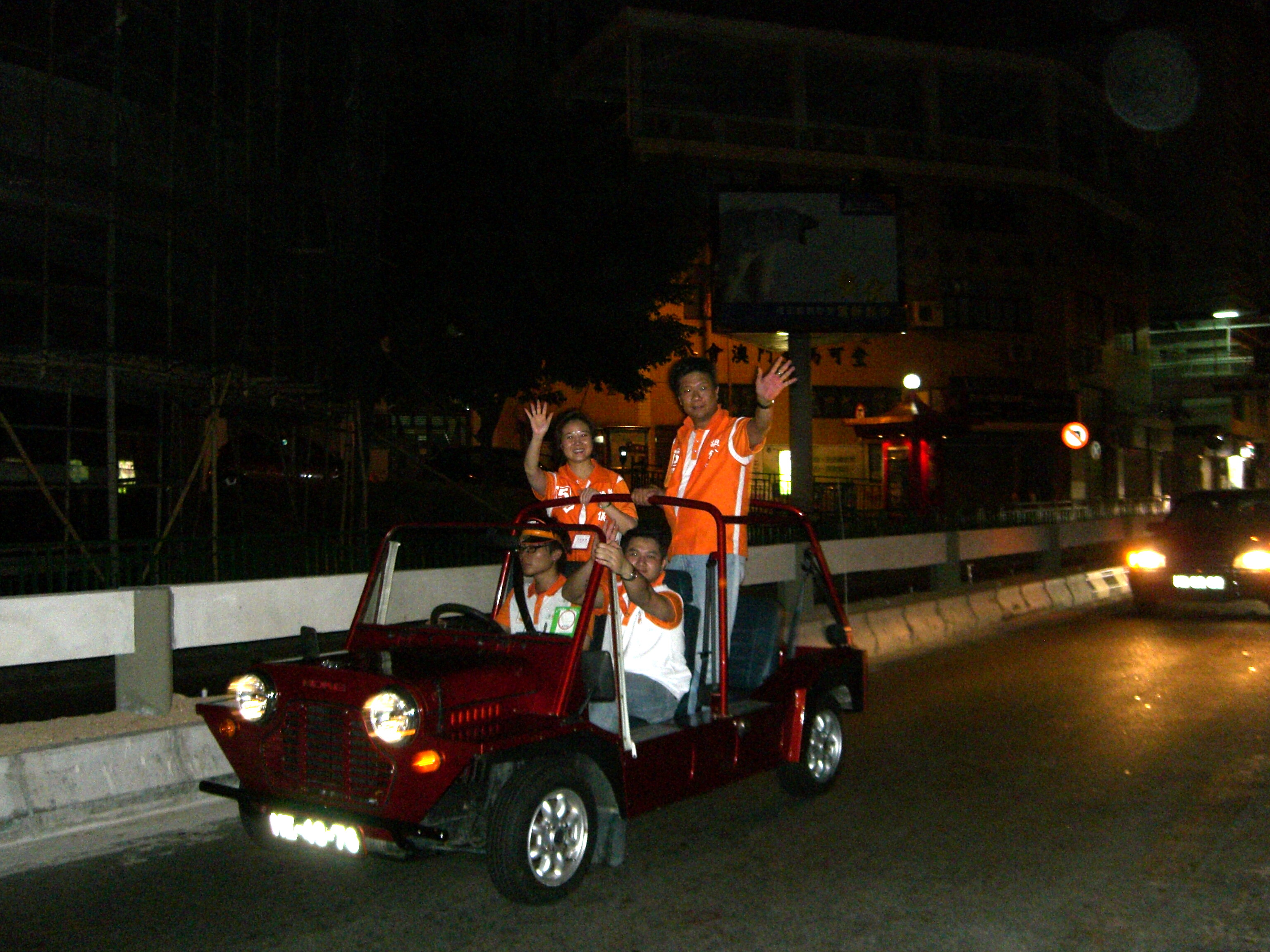
第5組改革創新同盟在水坑尾街出遊

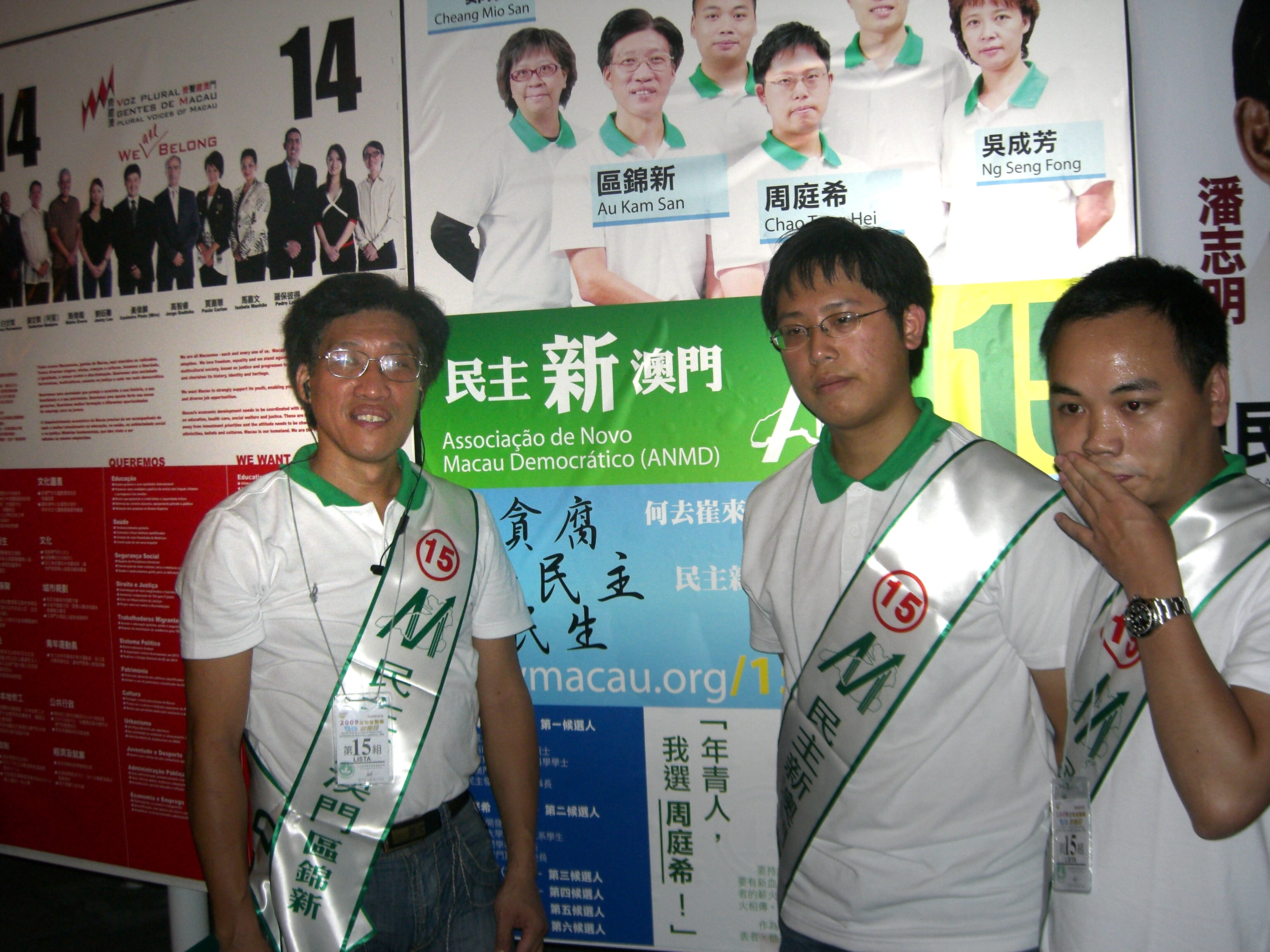
第15組民主新澳門在議事亭前地張貼海報

| 組別編號 | 組別名稱       | 簡稱       | 候選人數 | 候選人名稱 （粗體人名為尋求連任之議員）                                                                         |
| -------- | -------------- | ---------- | -------- | --- |
| 1        | 澳粵同盟       | 澳粵同盟   | 6        | 麥瑞權、葉雲妮、何舜發、張達華、鄭安庭、夏俊英                                                                  |
| 2        | 新希望         | 新希望     | 9        | 高天賜、姍桃絲、梁榮仔、譚令儀、梁熾彪、張瑤芬、施米基、李家度、萬達星                                          |
| 3        | 同力建設聯盟   | 同建盟     | 8        | 賴初偉、關偉霖、蔡錦山、黃志光、鄭偉德、區雪燕、蘇馬安娜、李仲森                                                |
| 4        | 民主昌澳門     | 民主昌     | 6        | 吳國昌、陳偉智、梁博文、朱國權、曾富德、江洵美                                                                  |
| 5        | 改革創新聯盟   | 革新聯盟   | 8        | 陳美儀、胡錦漢、胡景光、李安定、鍾妙儀、張可仁、黎鴻萍、洪麗姬                                                  |
| 6        | 公民監察       | 公民       | 5        | 林玉鳳、尉東君、朱焯信、吳文源、梁鳳曉                                                                          |
| 7        | 澳門民聯協進會 | 民聯       | 9        | 陳明金、吳在權、邱庭彪、趙德和、楊達夫、吳家裔、鍾德智、徐明達、宋碧琪                                          |
| 8        | 社會公義       | 社會公義   | 10       | 原錦成、黃淑芬、羅翼彤、林金鑫、李凱恩、謝樹平、譚偉強、周愛玲、麥少英、羅美娜                                  |
| 9        | 民主起動       | 民主起動   | 5        | 伍錫堯、利建潤、何興國、何日生、黎志明                                                                          |
| 10       | 澳門發展新連盟 | 澳發新連盟 | 6        | 梁安琪、黃昇雄、霍志釗、蕭宇康、李彥斌、何澤生                                                                  |
| 11       | 社會民主陣線   | 社民陣     | 6        | 李漫洲、鄧國良、梁卓龍、莊錫龍、梁彥博、郭金仁                                                                  |
| 12       | 同心協進會     | 同心       | 10       | 關翠杏、李從正、阮玉笑、劉嘉寶、林倫偉、江曉瑜、阮愛武、梁普宇、談寶容、張文寬                                  |
| 13       | 群力促進會     | 群力       | 12       | 何潤生、陳虹、劉雅隍、梁鴻細、翁少鴻、蘇慶輝、林婉妹、高永儉、吳雪仙、溫榮基、阮若華、羅玉昆                    |
| 14       | 齊聲建澳門     | 齊建澳     | 12       | 黃偉麟、高智睿、劉鈺馨、賈嘉慧、馬偉龍、馬嘉文、Rodantes Valdoria Quejano、盧保、白世棠、畢美琪、鄭達馳、石崇貴 |
| 15       | 民主新澳門     | 民主新澳門 | 6→4      | 區錦新、周庭希、陳華強、吳成芳、鄭明軒、鄭妙珊                                                                  |
| 16       | 親民愛群協會   | 親民       | 5        | 潘志明、梁金泉、陳約邦、湯耐冬、黎妙玲                                                                          |

### 投票站
第四屆立法會選舉共設28個直選投票站，其中一個設於澳門監獄供選舉日的在囚選民行使投票權。由今屆立法會選舉起，改為採用「一區一站」的模式，以方便選民在所登記的常居所附近投票。
選民收到由立法會選舉管理委員會寄出的《投票通知書》，以作通知其投票地點。即使選民收不到《投票通知書》，亦可透過立法會選舉服務熱線、選舉網站或透過「城市指南」查知被分配的投票地點。
各直選投票站運作時間為由2009年9月20日上午9時至晚上9時；各票站位於為以下地點：
| 1. 巴波沙中葡小學 2. 永添中葡幼稚園 3. 澳門浸信中學（中學部） 4. 青洲小學 5. 澳門工聯職業技術中學 6. 中葡職業技術學校 7. 化地瑪聖母女子學校 8. 望廈體育館 9. 勞工子弟學校幼稚園 10. 嘉諾撒聖心中學 | 11. 鏡平學校（小學部） 12. 聖保祿學校 13. 聖公會澳門蔡高中學（分校） 14. 沙梨頭坊眾學校 15. 培正中學 16. 鮑思高粵華小學 17. 東南學校（中學部） 18. 濠江中學附屬小學 19. 利瑪竇中學（中學部） 20. 塔石體育館 | 21. 澳門綜藝館主場館 22. 海星中學分校 23. 澳門葡文學校 24. 慈幼中學 25. 海星中學 26. 澳門運動場 27. 路環中葡小學 |

另外在澳門監獄亦會設立一個投票站，供在囚人士投票。

### 選舉結果

#### 各組得票
總核算結果如下：
- 選民總數：248708
- 已投票選民：149006
- 無投票選民：99702
- 有效票：141797
- 空白票：711
- 廢票：6498

| 組別 編號 | 組別名稱       | 得票數目 | 佔有效票 百分比 |
| --------- | -------------- | -------- | --------------- |
| 1         | 澳粵同盟       | 10348    | 7.30%           |
| 2         | 新希望         | 12908    | 9.10%           |
| 3         | 同力建設聯盟   | 5389     | 3.80%           |
| 4         | 民主昌澳門     | 16424    | 11.58%          |
| 5         | 改革創新聯盟   | 7857     | 5.54%           |
| 6         | 公民監察       | 5329     | 3.76%           |
| 7         | 澳門民聯協進會 | 17014    | 12.00%          |
| 8         | 社會公義       | 1627     | 1.15%           |
| 9         | 民主起動       | 1141     | 0.80%           |
| 10        | 澳門發展新連盟 | 14099    | 9.94%           |
| 11        | 社會民主陣線   | 256      | 0.18%           |
| 12        | 同心協進會     | 21098    | 14.88%          |
| 13        | 群力促進會     | 14044    | 9.90%           |
| 14        | 齊聲建澳門     | 905      | 0.64%           |
| 15        | 民主新澳門     | 11024    | 7.77%           |
| 16        | 親民愛群協會   | 2334     | 1.65%           |

#### 當選名單
12個直選議席當選人如下，粗體的人名為連任成功議員，斜體則為上屆間選而本屆轉為直選的當選議員：
| 排名 | 當選人 | 所屬組別 編號 | 所屬組別名稱   | 所屬組別 得票 | 候選人 次序 | 當選人得票† |
| ---- | ------ | ------------- | -------------- | ------------- | ----------- | ----------- |
| 1    | 關翠杏 | 12            | 同心協進會     | 21098         | 1           | 21098       |
| 2    | 陳明金 | 7             | 澳門民聯協進會 | 17014         | 1           | 17014       |
| 3    | 吳國昌 | 4             | 民主昌澳門     | 16424         | 1           | 16424       |
| 4    | 梁安琪 | 10            | 澳門發展新連盟 | 14099         | 1           | 14099       |
| 5    | 何潤生 | 13            | 群力促進會     | 14044         | 1           | 14044       |
| 6    | 高天賜 | 2             | 新希望         | 12908         | 1           | 12908       |
| 7    | 區錦新 | 15            | 民主新澳門     | 11024         | 1           | 11024       |
| 8    | 李從正 | 12            | 同心協進會     | 21098         | 2           | 10549       |
| 9    | 麥瑞權 | 1             | 澳粵同盟       | 10348         | 1           | 10348       |
| 10   | 吳在權 | 7             | 澳門民聯協進會 | 17014         | 2           | 8507        |
| 11   | 陳偉智 | 4             | 民主昌澳門     | 16424         | 2           | 8212        |
| 12   | 陳美儀 | 5             | 改革創新聯盟   | 7857          | 1           | 7857        |

† 按「改良」漢狄法，各當選人的得票數目 = 所屬組別得票÷2(候選人次序 -1)
十二個當選席位分配, 主要繼承了上一屆(2005)的格局. 當中民聯的陳明金及吳在權, 新希望的高天賜, 澳發梁安琪, 以及同心關翠杏皆成功取得連任, 同心第二候選人由上屆梁玉華改為上屆間選當選的李從正, 也成功保住了席位.
上屆議員周錦輝妻子陳美儀率領"改革創新聯盟"首次參選, 得到丈夫所屬"繁榮澳門同盟"的全力支持. 另外前"愛澳同盟"(上屆由馮志強領軍)成員麥瑞權(第三候選人)今次以"澳粵同盟"參選, 都是被認為繼承了前人票源而成功入局.
各勢力間相比起上屆, 較大的變化為民主派"新澳門學社"奪去了"群力促進會"的一個議席. 學社分拆兩組後, 雖然整體得票率只是微增, 但受惠於拆組策略以及配票結果(約60%:40%)得宜. 使得陳偉智(上屆第三候選人, 今屆為拆組後其中一組"民主昌"的第二候選人)分享到的學社支持者票數由上屆的25%上升到約30%, 較有效率地運用了票數而獲多額外一席. 而群力雖然得票率也有增長, 但由於今屆大組別間票數分佈較均勻, 使得今屆的當選線由上屆約6000票(總有效票的4.7%)大幅上升至約8000票, 加上民主派的拆組策略, 最終失去了自回歸後歷屆均擁有的兩個議席中的一個, 兩個新人之中只有第一候選人何潤生可晉身議會.

## 間接選舉組別
今次選舉只有4個間選組別被接納，其中10位間選候選人數目與相應界別議席相等。根據選舉法規定，被確定接納為間選選舉組別的候選人，如總數等於或少於相關選舉組別獲分配的議席名額，有關候選人毋須投票自動當選。因此，這次被確定的10位間選候選人自動當選為第四屆立法會議員，十人包括：
| 組別                         | 組別中文名稱     | 組別中文簡稱     | 組別葡文名稱 | 組別葡文簡稱 | 候選人                         | 當選         |
| ---------------------------- | ---------------- | ---------------- | ------------ | ------------ | ------------------------------ | ------------ |
| 工商、金融界                 | 澳門僱主利益聯會 | 澳門僱主利益聯會 |              |              | 賀一誠、高開賢、鄭志強、馮志強 | 全部自動當選 |
| 勞工界                       | 僱員團體聯合     | 僱員聯合         |              |              | 劉焯華、林香生                 | 全部自動當選 |
| 專業界                       | 澳門專業利益聯會 | 澳門專業利益聯會 |              |              | 崔世昌、歐安利                 | 全部自動當選 |
| 社會服務、文化、教育及體育界 | 優裕文康聯合會   | 優裕聯           |              |              | 張立群、陳澤武                 | 全部自動當選 |

由於有關間選候選名單內的候選人按法律的規定自動當選，因而無需投票，因此本屆不設間選投票站。

## 對選舉的批評與觀察
是次選舉緊接2009年澳門行政長官選舉舉行 （常被合稱為雙選舉）。近年政府施政不如人意，而受建制支持的崔世安得九成多選委選票當選，故有不少人估計是次選舉將對建制派候選人帶來不利影響。

## 媒體報導
本屆立法會選舉十六個直選組別，應邀出席澳門電台節目《澳門講場》的立法會直選論壇，回答聽眾的質詢，互相辯論介紹參政理論及政綱。立法會直選論壇由2009年9月7日開始，每日兩組派出一名候選人出席。
澳門澳亞衛視欄目《澳門萬象》每天晚上用20分鐘篇幅集中報導澳門立法會的選舉，各組的造勢、選舉手法都做了詳盡分析。
至於澳門電視台亦安排了十六組分四之進行兩回合的辯論，分別在9月8日至11日和9月14至17日播出。
蓮花衛視亦以滾動形式介紹十六組參選組別（每組半小時），並配合學者譚志強、黃東和蘇文欣的提問。

## 賄選
2009年9月18日，澳門廉政公署發出消息，指根據可靠消息對一宗涉嫌賄選案進行調查，並已傳訊了多名人士和進行搜索，多名人士亦被移送檢察院。廉署在對一些地方進行搜索行動時，查獲疑似受賄選民名單，涉及約300人。 調查中，有多人承認交付身份資料後有人承諾按指示投票給某組別可獲澳門幣500元至700元，並透露投票日一些集合地點。第三組同力建設聯盟期後發表記者會證實，廉政公署9月18日中午曾到該組別的競選分部帶走電腦和文件，以及三名義工和一名會員協助調查，全部人已於傍晚先後離開廉署。第二候選人關偉霖稱，廉署公佈的涉嫌賄選案與該組別無關，重申同建盟奉公守法，依法宣傳，並會配合調查。
有三組在在選舉日舉行免費或廉價聚餐，有賄選之嫌。與第五組改革創新同盟有密切關係的澳門繁榮促進會在漁人碼頭舉行一元任食自助餐；第七組民聯協進會第一候選人陳明金開放他擁有的金龍酒店讓市民免費飲食；第十組發展新連盟有密切關係的澳博開放旗下葡京酒店日麗餐廳給員工任飲任食。
親建制派的組別有很多時候一提出有關民生的政綱，政府即推出相關的政策配合。

## 抹黑
是屆立法會選舉前夕亦出現了組別被抹黑污損的情況。
2009年9月12日有市民發現在街道上有小字報張貼，小字報上指出第12組同心協進會的關連組織（澳門工聯）「反對政府派發六千元補貼」，甚至有人把該小字報對外公開派發。關翠杏直斥這是一種抹黑手段。
另外在選前數週，第4組民主昌澳門及第15組民主新澳門更出現了連環被抹黑的情況：在互聯網上有人發放傳言指新澳門學社侵吞在1989年六四事件的籌款（事實上新澳門學社在1989年還未成立）。而有報章指第15組第一候選人區錦新沒有正面否定法輪功，區錦新回應指該報章是混淆視聽。另有指新澳門學社有副理事長拖欠裝修費，區錦新指這與選舉不應連上關係。不過在9月15日，在網上流傳爆料第15組第四候選人吳成芳曾經因為詐騙偽造文書而於2009年7月15日被判囚三年許，新澳門學社隨即為其辯護，指出當事人連該案的判決書至9月15日還沒收到，而法院也無傳召過她出席聆訊，認為判決不公；而吳成芳亦因此事自行宣佈退選。另此次爆料涉嫌泄漏司警內部資料檔案，司警已立案調查。另外，該組的第三候選人陳華強被揭曾因為醉酒駕駛留刑事案底。
9月18日凌晨，第9組民主起動第二候選人利建潤向選舉管理委員會投訴稱自己被襲擊毆打和恐嚇，其寓所被人淋紅油。

## 委任議員
2009年10月5日，行政長官頒布行政命令，委任何少金、徐偉坤、唐曉晴、崔世平、黃顯輝、劉永誠及蕭志偉為議員。其中劉永誠為上屆選舉中直選組別「愛澳聯盟」第二候選人，而黃顯輝為崔世安參選行政長官的代理人，而崔世平則為崔世安之堂弟。唐曉晴為澳門大學法學院助理教授，何少金為澳門中華教育會理事長。一般認為唐何二人是繼承了沈振耀和李沛霖作為議員中法律界和教育界的代表。

## 外部連結
- 澳門基本法
- 澳門特別行政區立法會選舉（页面存档备份，存于）

| 上一屆： 2005年 | 澳門立法會選舉 2009年 | 下一屆： 2013年 |